# Jazz (album)
Jazz je 7. studiové album britské rockové skupiny Queen, které bylo vydané v roce 1978.

## Seznam skladeb

### První strana
1. „Mustapha“ (Freddie Mercury) 3:01 *
2. „Fat Bottomed Girls“ (Brian May) 4:16
3. „Jealousy“ (Mercury) 3:13 *
4. „Bicycle Race“ (Mercury) 3:01 *
5. „If You Can't Beat Them“ (John Deacon) 4:15
6. „Let Me Entertain You“ (Mercury) 3:01

### Druhá strana
1. „Dead On Time“ (May) 3:23
2. „In Only Seven Days“ (Deacon) 2:30
3. „Dreamer's Ball“ (May) 3:30
4. „Fun It“ (Roger Taylor) 3:29
5. „Leaving Home Ain't Easy“ (May) 3:15
6. „Don't Stop Me Now“ (Mercury) 3:29
7. „More of That Jazz“ (Taylor) 4:16

Bonusové písně přidané při vydání firmou Hollywood Records v roce 1991
1. Fat Bottomed Girls (1991 Bonus Remix by Brian Malouf) (May) – 4:22
2. Bicycle Race (1991 Bonus Remix by Junior Vasquez) (Freddie Mercury) – 4:59

### Singly
Singly z alba Jazz

1. „Bicycle Race / Fat Bottomed Girls“
Vydáno: 13. října 1978
2. „Don't Stop Me Now / In Only Seven Days“
Vydáno: 5. ledna 1979
3. „Mustapha / Dead on Time, In Only Seven Days (Jugoslávie)“
Vydáno: duben 1979[pozn. 1]
4. „Jealousy / Fun It, Don't Stop Me Now (SSSR)“
Vydáno: duben 1979[pozn. 2]